# وارن فینی
وارن فینی (انگلیسی: Warren Feeney؛ زادهٔ ۱۷ ژانویهٔ ۱۹۸۱) مربی کنونی و بازیکن فوتبال  بازنشسته اهل بریتانیا است.
از باشگاه‌هایی که در آن بازی کرده است می‌توان به باشگاه فوتبال شفیلد ونزدی، باشگاه فوتبال ای‌اف‌سی بورنموث، باشگاه فوتبال لوتون تاون، باشگاه فوتبال سوانزی سیتی، باشگاه فوتبال اولدهام اتلتیک، باشگاه فوتبال لینفیلد، باشگاه فوتبال پلیموث آرگیل، باشگاه فوتبال لیدز یونایتد، باشگاه فوتبال سالزبری سیتی، باشگاه فوتبال داندی یونایتد، باشگاه فوتبال کاردیف سیتی و باشگاه فوتبال استوک‌پورت کانتی اشاره کرد.
وی همچنین در تیم‌های ملی فوتبال زیر ۲۱ سال ایرلند شمالی و ایرلند شمالی بازی کرده است.

## زندگی شخصی
او پدر جورج فینی، بازیکن فوتبال، است. وارن فینی در زمان اولین بازی جورج، سرمربی گلنتوران بود و خود را «سخت‌ترین منتقد» پسرش توصیف کرد و باید توسط دستیارش جان گرگ متقاعد می‌شد تا به جورج فینی فرصت بازی در تیم اول را بدهد. پدربزرگش جیم و پدرش وارن فینی سینیور نیز در فوتبال ملی به نمایندگی از کشور ایرلند شمالی بازی کرده‌اند.